# Przegląd Historyczno-Wojskowy
Przegląd Historyczno-Wojskowy (PHW), Wojskowy Przegląd Historyczny (WPH) – kwartalnik poświęcony polskiej i powszechnej historii wojskowej. W latach 1929–1939 wydawany przez Wojskowe Biuro Historyczne jako „Przegląd Historyczno-Wojskowy”, a w latach 1956–1997 przez Wojskowy Instytut Historyczny pod nazwą „Wojskowy Przegląd Historyczny”. W 2000 wznowiono edycję kwartalnika pod nazwą „Przegląd Historyczno-Wojskowy” z zachowaniem tradycji obu poprzedników i ciągłości numeracji zeszytów (numerów) od 1929. Do 2007 wydano łącznie 216 zeszytów kwartalnika.

## Przegląd Historyczno-Wojskowy 1929–1939
Przedwojenna historia kwartalnika rozpoczęła się w 1929 kiedy szef Wojskowego Biura Historycznego, gen. Julian Stachiewicz, powołał do życia „Przegląd Historyczno-Wojskowy”, który miał pełnić rolę organu służącego do publikacji wyników badań i prac. Gen. Stachiewicz (1890–1934) był jednym z najbliższych współpracowników Józefa Piłsudskiego. W okresie międzywojennym kierował Wojskowym Biurem Historycznym i był jednocześnie sekretarzem generalnym Instytutu Badania Najnowszej Historii Polski. Mimo śmierci założyciela PHW ukazywał się do 1939. Wybuch II wojny światowej przerwał ukazywanie się kwartalnika. W sumie ukazało się 21 numerów.

## Wojskowy Przegląd Historyczny 1956–1997
W 1956 pojawiła się idea stworzenia podobnego periodyku. Dzięki staraniom gen. Józefa Kuropieski, 26 marca 1956 MON wydał rozkaz o powołaniu do życia Wojskowego Przeglądu Historycznego. WPH nie przejął tytułu i numeracji swojego przedwojennego pierwowzoru. Było to związane z trudną sytuacją polityczną w kraju. Głównym tematem poruszanym na jego łamach była II wojna światowa. Jak napisano w pierwszym numerze z końca 1956, celem WPH było aktywne kształtowanie zainteresowań, a przede wszystkim poglądów szerokich rzesz czytelników na przebieg i charakter II wojny światowej, formowanie nowej, socjalistycznej świadomości historycznej, upowszechnienie wiedzy o wojnie wyzwoleńczej narodu polskiego, gromadzenie i udostępnienie czytelnikowi jak największej ilości prac o tamtym okresie. Lata 60. i 70. zapewniły WPH szybki rozwój, ukazywał się on regularnie 4 razy w roku, objętość każdego numeru nie spadała poniżej 300 stron. Kwartalnik był dość łatwo dostępny. Publikowali w nim swoje prace najwybitniejsi historycy specjalizujący się w problematyce II wojny światowej, a także liczni generałowie, wyżsi oficerowie, np. dowódcy WP marszałkowe Michał Rola-Żymierski i Marian Spychalski. Na czele Komitetu Redakcyjnego WPH stali kolejno generałowie broni: Jerzy Bordziłowski, Józef Urbanowicz, Józef Baryła i Tadeusz Szaciło. Nawiązano liczne kontakty z zagranicą, przede wszystkim z historykami i wojskowymi z ZSRR, Węgier, NRD i Czechosłowacji. Koniec lat 80. i początek 90. przyniósł pewien spadek objętości, ale mimo to WPH ukazywał się aż do 1997. Wtedy, wskutek przemian strukturalnych w resorcie obrony narodowej, czasopismo przestało się ukazywać.
15 kwietnia 1981 Rada Państwa „z okazji Dnia Zwycięstwa, w uznaniu wybitnych zasług w działalności publicystycznej i ideowo-wychowawczej oraz za szczególne osiągnięcia w kształtowaniu świadomości historycznej społeczeństwa” nadała Wojskowemu Przeglądowi Historycznemu Krzyż Komandorski Orderu Odrodzenia Polski. Order został wręczony 11 czerwca 1981, w Stołecznym Klubie Garnizonowym w Warszawie przez wiceministra obrony narodowej, gen. broni Józefa Baryłę, w trakcie uroczystego posiedzenia Komitetu Redakcyjnego Wojskowego Przeglądu Historycznego z okazji 25 lecia kwartalnika.

## Przegląd Historyczno-Wojskowy 2000–2016
W 2000 przywrócono kwartalnik do życia. Przejęto numerację i archiwum WPH, ale powrócono do przedwojennej nazwy – „Przegląd Historyczno-Wojskowy”. Jak podkreślają twórcy PHW: celem wydawania kwartalnika jest upowszechnianie polskiej i powszechnej historii wojskowości, a także zaprezentowanie dorobku badawczego wojskowych i cywilnych środowisk naukowych. Jest kierowany do kadry, żołnierzy, nauczycieli i młodzieży. Kwartalnik cieszy się uznaniem i autorytetem w środowiskach naukowych, czego dowodem jest powołanie przez Ministra Obrony Narodowej 30 maja 2001 Rady Naukowej Przeglądu Historyczno-Wojskowego. W jej skład weszli historycy o uznanym autorytecie w kraju i za granicą, reprezentujący ośrodki naukowe zajmujące się badaniami z dziedziny historii wojskowości. Jej przewodniczącym jest prof. dr hab. Tadeusz Nowak, wiceprzewodniczącymi – prof. dr hab. Andrzej Ajnenkiel, prof. dr hab. Waldemar Rezmer i prof. dr hab. Karol Olejnik. Redaktorem naczelnym w latach 2000–2009 był dr hab. Grzegorz Nowik, od 2004 jednocześnie zastępca dyrektora Wojskowego Biura Badań Historycznych, a pracę redakcji wspiera Kolegium Redakcyjne powołane przez Dyrektora Wojskowego Biura Badań Historycznych.
Od 2010 Wojskowe Biuro Badań Historycznych wraz z „Przeglądem Historyczno-Wojskowym” weszły w skład nowo powstałego Wojskowego Centrum Edukacji Obywatelskiej. „PH-W” pracuje od tego czasu w składzie: redaktor naczelny – dr Grzegorz Jasiński (kierownik Wojskowego Biura Badań Historycznych), sekretarz redakcji – dr Zbigniew Palski (od 2011 r. mgr Teresa Sitkiewicz) oraz mgr Teresa Sitkiewicz (od 2011 r. dr Czesław Szafran). W Radzie Naukowej zasiadają prof. dr hab. Jerzy Eisler – przewodniczący, prof. dr hab. Krzysztof Komorowski – zastępca przewodniczącego oraz członkowie: dr hab. Janusz Cisek, dr hab. Janusz Odziemkowski, prof. dr hab. Karol Olejnik, dr inż. Piotr Matejuk, prof. dr hab. Tadeusz Rawski, prof. dr hab. Waldemar Rezmer, dr hab. Aleksandra Skrabacz, płk dr Jeremiasz Ślipiec, dr Andrzej Wesołowski i dr Andrzej Czesław Żak. „Przegląd Historyczno-Wojskowy” jest pismem naukowym i został wpisany na listę czasopism punktowanych Ministerstwa Nauki i Szkolnictwa Wyższego, uzyskując 13 maja 2010 cztery punkty, a od czerwca, w związku ze zmianą liczby punktów dla czasopism naukowych, kwartalnik ma 6 pkt.
Redakcja utrzymuje kontakty z wieloma samodzielnymi pracownikami naukowymi uczelni wojskowych (m.in. Akademii Obrony Narodowej, Akademii Marynarki Wojennej i wyższych szkół oficerskich) i cywilnych w kraju oraz licznymi ośrodkami naukowymi za granicą (m.in. Instytutem Józefa Piłsudskiego w Londynie i Nowym Jorku, Instytutem Polskim i Muzeum im. Generała Sikorskiego w Londynie). Współpracuje również z archiwami i bibliotekami naukowymi (m.in. z Centralnym Archiwum Wojskowym, Archiwum Akt Nowych, Biblioteką Narodową, Centralną Biblioteką Wojskową), a także z Fundacją Polskiego Państwa Podziemnego. Liczną grupę współpracowników stanowią młodzi naukowcy i badacze historii wojskowości z kraju i państw sąsiednich, a także kombatanci. Z redakcją współpracują redakcje czasopism podejmujących problematykę historii wojskowości w kraju i za granicą.

## Przegląd Historyczno-Wojskowy od 2016
Od 2016 wydawcą „Przeglądu Historyczno-Wojskowego” jest Wojskowe Biuro Historyczne im. gen. broni Kazimierza Sosnkowskiego.
- Kolegium redakcyjne tworzyli: Daniel Koreś (redaktor naczelny), Jerzy Kirszak (zastępca redaktora naczelnego), Krzysztof Widziński (sekretarz redakcji), Konrad Paduszek, Jacek Jędrysiak, Paweł Skubisz, Arkadiusz Tuliński.

Obecnie „Przegląd Historyczno-Wojskowy” składa się z następujących stałych działów:
- Artykuły i Studia
- Miscellanea biograficzne
- Materiały źródłowe i relacje
- Recenzje, omówienia i polemiki

28 stycznia 2019 decyzją dyrektora Wojskowego Biura Historycznego, nowym redaktorem naczelnym „Przeglądu Historyczno-Wojskowego” został dotychczasowy członek kolegium redakcyjnego dr Jacek Jędrysiak.